# Société de transport du Grand Angoulême
La STGA (Société de transport du Grand Angoulême) est une société de transport de bus, gérant et exploitant principal du réseau Möbius de l'agglomération d'Angoulême, ainsi que du réseau Transcom du Grand Cognac depuis 2018. Jusqu'au 1er septembre 2019, elle exploitait le réseau éponyme STGA, remplacé le 2 septembre par le réseau Möbius.
Elle est définie sous le statut de Société Publique Locale.

## Réseaux exploités

### Möbius
Le Réseau Möbius comprend deux lignes de bus à haut niveau de service, dix lignes majeures, cinq lignes relais, une ligne express, deux navettes gratuites, vingt-huit lignes à dominante scolaire circulant uniquement du lundi au vendredi et onze zones de transport à la demande. 

### Transcom
Le réseau Transcom comprend  6 lignes régulières, desservant les communes de Châteaubernard, Cognac, Jarnac, Mainxe-Gondeville, Merpins et Segonzac.

## Histoire

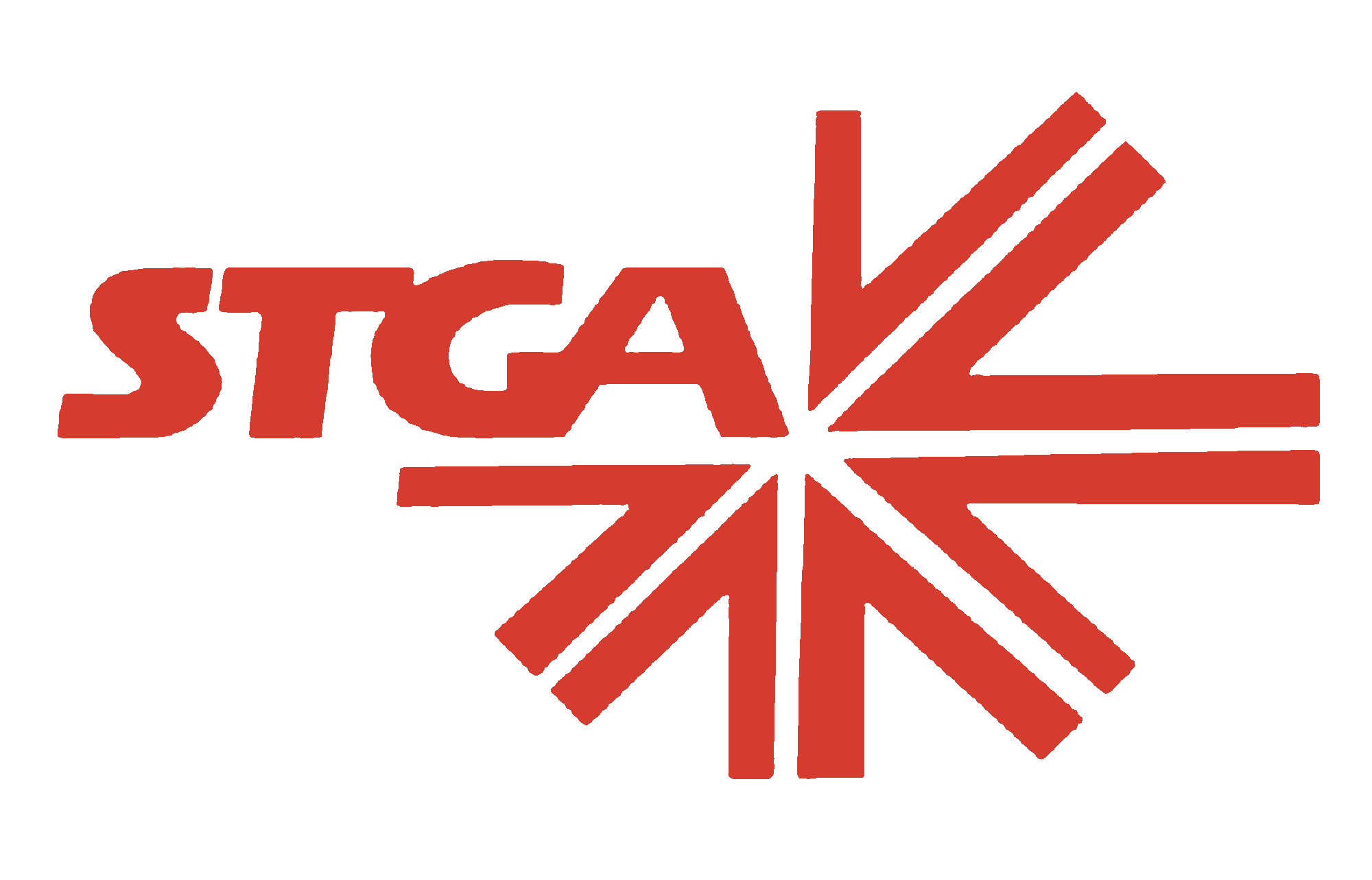
Logo de la STGA avant 1997.

### La naissance de la STGA
En 1975 naît le SIGA, Syndicat Intercommunal du Grand Angoulême, ancêtre de la communauté d'agglomération du Grand Angoulême puis du Grand Angoulême. Le SIGA regroupe alors 14 communes périphériques pour 100 000 habitants. Des études pour développer le transport collectif sont alors menées. L'entreprise des cars Robin Frères alors contactée, accepte l'exploitation du réseau alors naissant.
C'est ainsi que le 1er octobre 1977 naît la Société de transport du Grand Angoulême. Elle est alors société anonyme, filiale de la société d'autobus Robin Frères. Elle a pour but de desservir les 14 communes composant alors le SIGA.
Le 27 janvier 1983, 5 ans après sa création, la STGA devient une société d'économie mixte et se sépare de la société autobus Robin Frères.

## Parc de matériel

### Bus standard

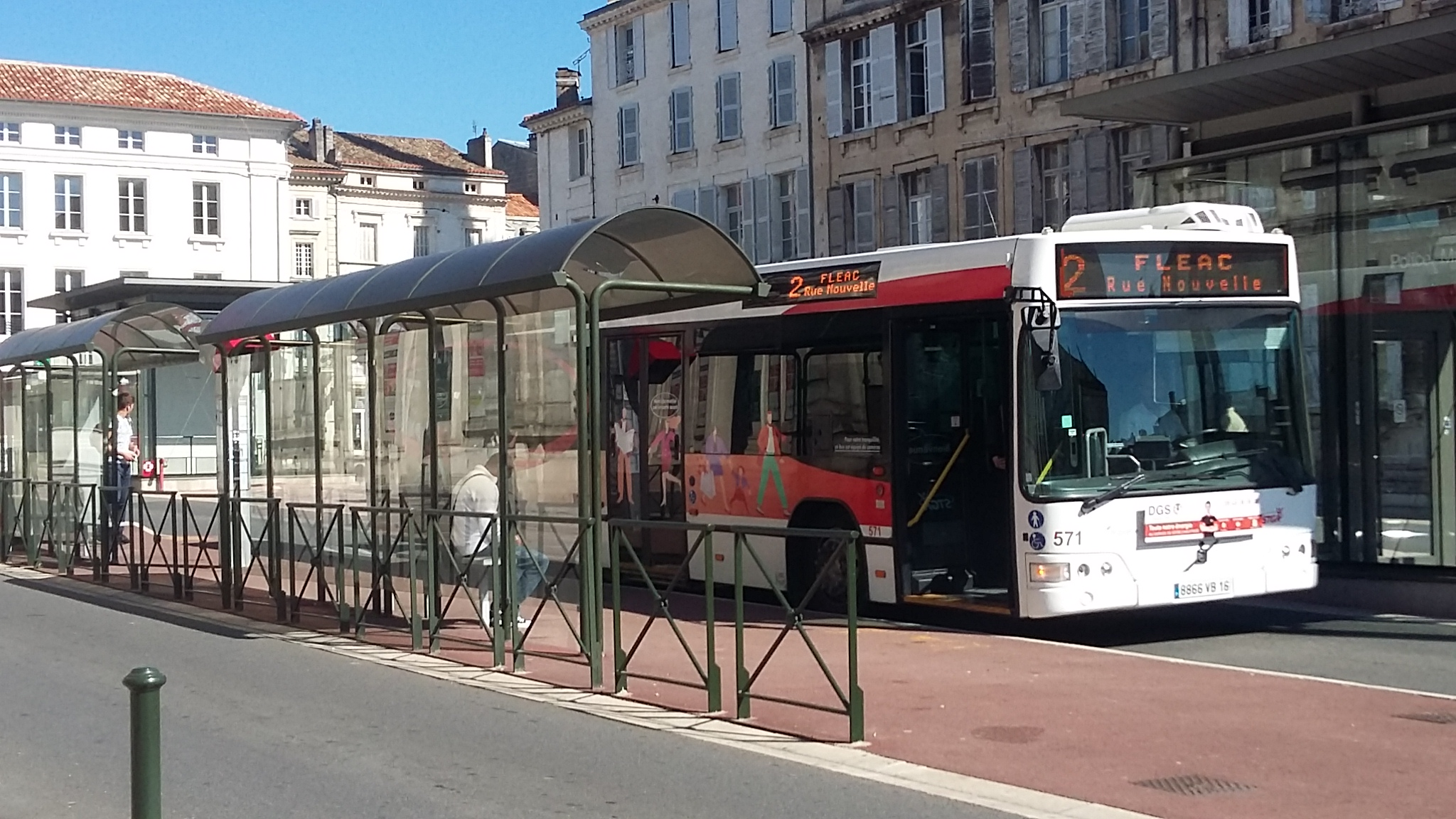
Volvo 7700 no 571 à l'arrêt Hôtel de Ville en service sur la ligne 2.

#### Volvo 7700
Série intégralement réformée, possédant trois portes, les 7700 sont les seuls bus du réseau issus d'une marque étrangère. Ils sont accessibles aux personnes à mobilité réduite grâce à leur palette installée sur la porte centrale.
On peut distinguer deux sous-séries :
- nos 571 à 577 : Mise en service en 2005 cette série répond aux normes anti-pollution Euro 3 ;
- nos 671 à 677 : Mise en service en 2006 cette série répond aux normes anti-pollution Euro 3.

#### Heuliez GX 327
Au nombre de 43 et possédant trois portes, les GX 327 sont les bus les plus répandus du réseau. Ils sont accessibles aux personnes à mobilité réduite grâce à leur palette installée sur la porte centrale.
On peut distinguer trois sous-séries :
- nos 731 à 738 et 831 à 837 : Mise en service en 2007 et 2008 cette série répond aux normes anti-pollution Euro 4 ;
- nos 031 à 036 et 931 à 937 : Mise en service en 2009 et 2010 cette série répond aux normes anti-pollution Euro 5 ;
- nos 131 à 135, 231 à 235 et 331 à 335 : Mise en service en 2011 et 2013 cette série répond aux normes anti-pollution EEV.

Les plus récents possèdent des portes coulissantes à ouverture extérieure.

#### Heuliez GX 337
Au nombre de 15 et possédant trois portes, les GX 337 possèdent des portes coulissantes à ouverture extérieure. Ils sont accessibles aux personnes à mobilité réduite grâce à leur palette installée sur la porte centrale.
Mis en service en 2014 et 2015, ils sont numérotés de 421 à 423 et de 521 à 523 et répondent aux normes anti-pollution Euro 6.
Mis en service en 2018 , ils sont numérotés de 820 à 829.

#### Heuliez GX 337Hybride
En service depuis 2014, c'est le seul modèle standard hybride du réseau, ses autres caractéristiques sont communes avec les autres GX 337.
Mis en service en 2014, 2016, 2017 et 2018, ils portent les numéros 420, 621, 622, 623, 721 et 623.

#### Heuliez Bus GX LiniumHybride
Ces nouveaux véhicules équipent le nouveau Réseau Möbius et sont uniquement utilisés sur les deux lignes BHNS. L'intérieur de ces bus est design, plusieurs prises USB ainsi que le réseau Wi-Fi permettent aux voyageurs de charger et connecter leur appareil durant le trajet. Ils sont accessibles aux personnes à mobilité réduite.
Ces véhicules mis en service en 2019 sont au nombre de 20.

### Bus articulés

#### Renault et Irisbus Agora L
Au nombre de 1 . Possédant quatre portes, ils sont accessibles aux personnes à mobilité réduite grâce à leur palette installée sur la deuxième porte.
On peut distinguer deux sous-séries :
- nos 961, 061 et 161 : Mis en service entre 1999 et 2001 et badgés Renault, cette série répond aux normes anti-pollution Euro 2 ; tous réformé
- nos 261 ( réformé) et 361 : Mis en service en 2002 et 2003 et badgés Irisbus, cette série répond aux normes anti-pollution Euro 3.

Le 361  circule principalement sur la ligne 4 aux heures de pointe et plus occasionnellement, sur la ligne A.

#### Heuliez GX 437
En service depuis 2016 il porte le numéro 661. Possédant quatre portes, il est accessible aux personnes à mobilité réduite grâce à sa palette installée sur la deuxième porte.
répond aux normes anti-pollution Euro 6
Mis en service en avril 2021 il porte le numéro 161.

#### Heuliez GX 437Hybride
En service depuis 2017, c'est le seul modèle articulé hybride du réseau, ses autres caractéristiques sont communes avec les autres GX 437.
Mis en service en février 2017 et en mars 2018, ils portent les numéros 662 et 861.

#### Heuliez Bus GX 437 LiniumHybride
Ces nouveaux véhicules équipent le nouveau Réseau Möbius et sont uniquement utilisés sur les deux lignes BHNS. L'intérieur de ces bus est design, plusieurs prises USB ainsi que le réseau Wi-Fi permettent aux voyageurs de charger et connecter leur appareil durant le trajet. Ils sont accessibles aux personnes à mobilité réduite.
Ces véhicules mis en service en 2019 sont au nombre de 6.

### Minibus

#### DurisottiNovibus
Au nombre de 12, ces véhicules sont utilisés sur les lignes de proximité du réseau et sont carrossés par Durisotti sur une base de Renault Master.
On peut distinguer cinq sous-séries :
- nos 241 et 542 : Dates de mise en service et normes anti-pollution inconnues ;
- nos 242, 341 et 441 : Mise en service entre 2002 et 2004 cette série répond aux normes anti-pollution Euro 3 ;
- nos 641, 742 et 841 : Mise en service entre 2006 et 2008 cette série répond aux normes anti-pollution Euro 4 ;
- no 243 : Mis en service en 2012 il répond aux normes anti-pollution EEV ;
- nos 442 à 444 : Mise en service en 2014 cette série répond aux normes anti-pollution Euro 6.

Les plus récents possèdent des portes coulissantes à ouverture extérieure et sont accessibles aux personnes à mobilité réduite grâce à leur palette.

#### Dietrich City 23
Au nombre de 4, ces véhicules sont utilisés sur les lignes de proximité du réseau et sont carrossés par Dietrich sur une base de Mercedes Sprinter.
On peut distinguer deux sous-séries :
- nos 642 et 643 : Mise en service en 2016 cette série répond aux normes anti-pollution Euro 6 ;
- nos 842 et 843 : Mise en service en 2018 cette série répond aux normes anti-pollution Euro 6 ;

Ils possèdent des portes coulissantes à ouverture extérieure et sont accessibles aux personnes à mobilité réduite grâce à leur palette automatique.

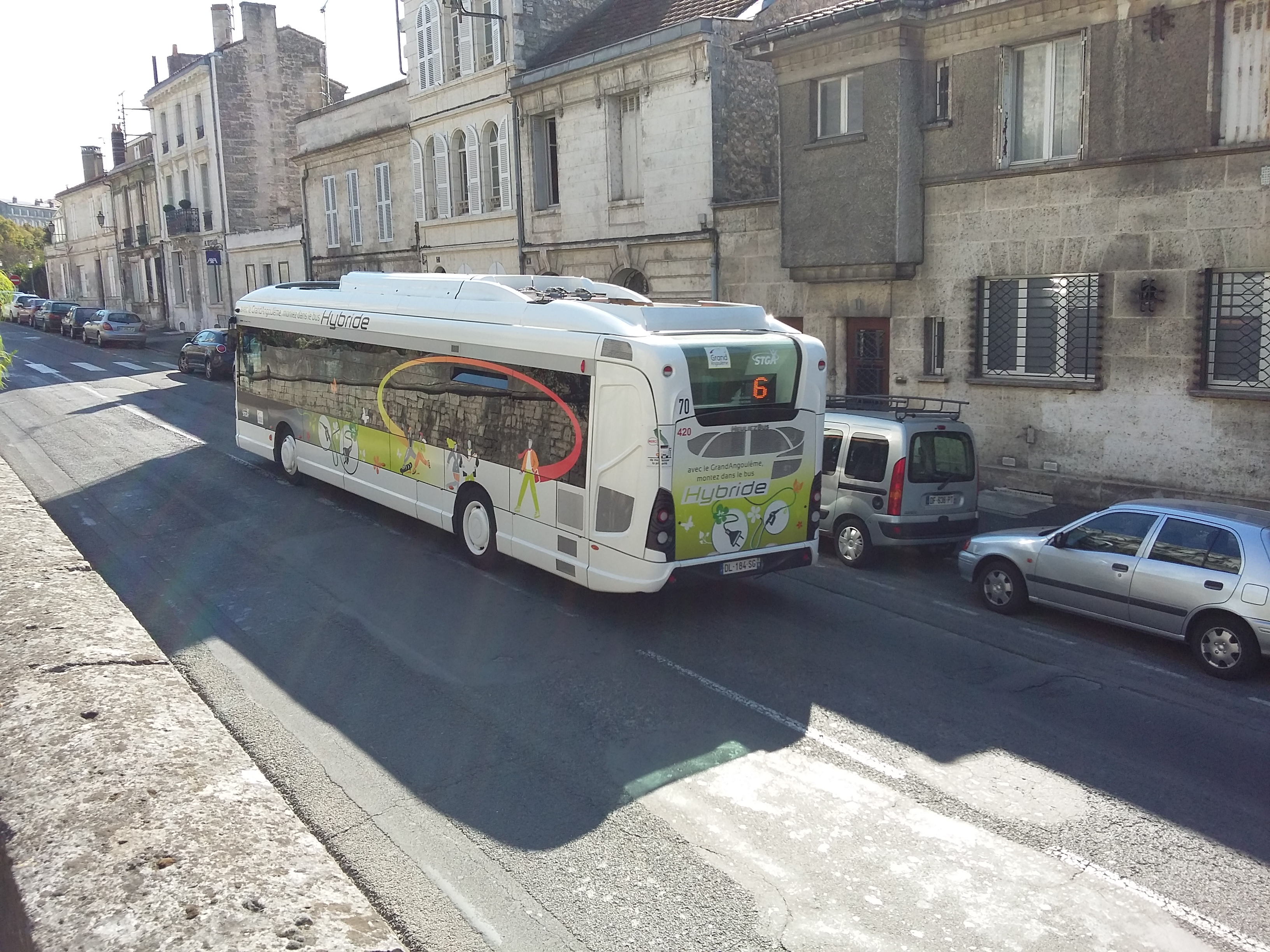
Le bus Hybride no 420 entre l'arrêt Jardin vert et l'arrêt Cathédrale sur la ligne 6 direction Soyaux Lycée Grégoire.

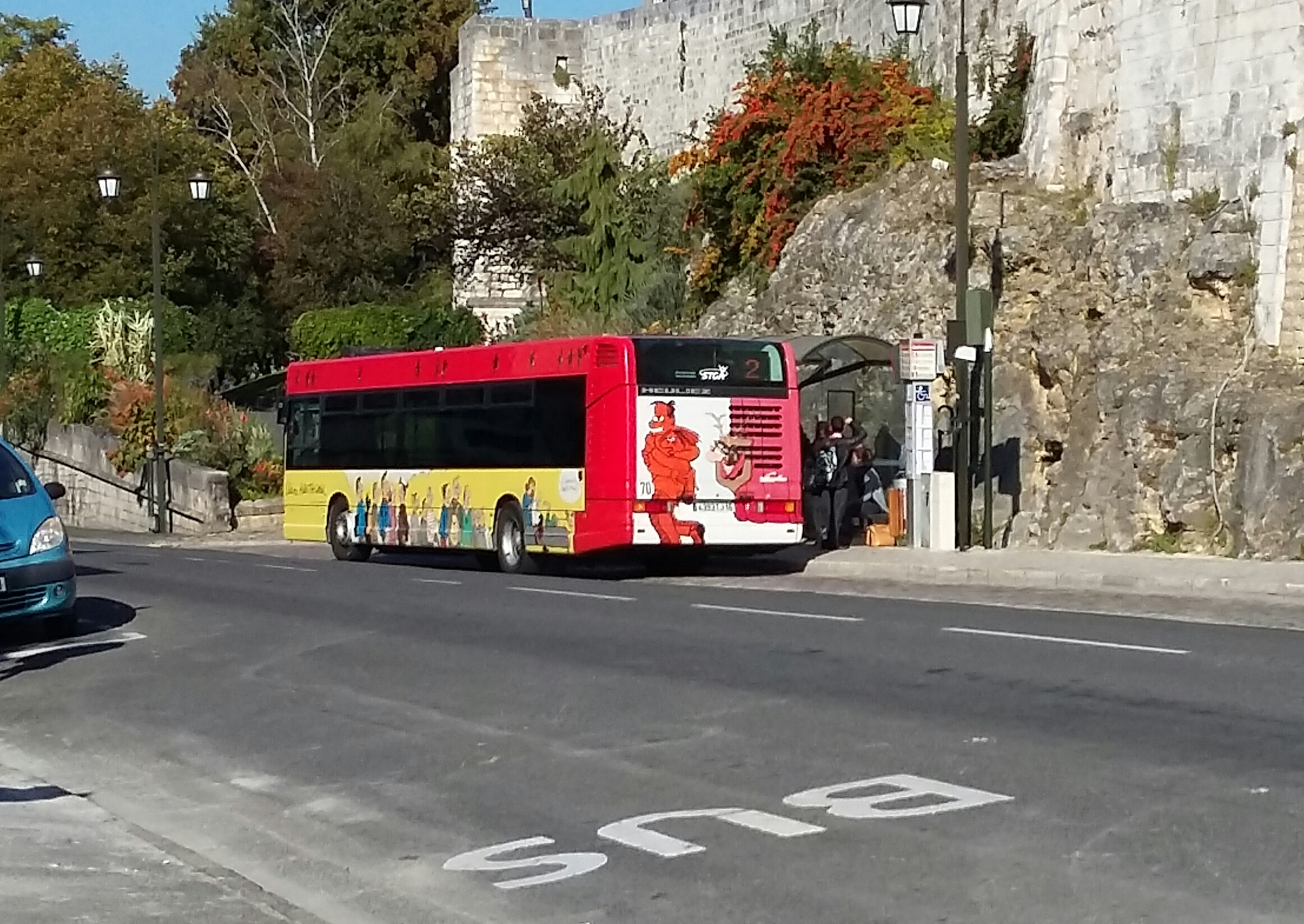
Le bus décoré "Le Bus des Présidentes" à l'arrêt Cathédrale sur la ligne 2 direction Fléac Sazaris

### Bus décorés
Il existe à la STGA des bus décorés généralement en rapport avec le festival de la bande dessinée ou avec les événements du Grand Angoulême. Ils sont classés ci-dessous par modèle :
- Le "Dinobus" (GX437 HYB).
- Le bus des 40 ans (GX337 HYB). Ce bus est décoré pour célébrer les 40 ans du réseau de transport.
- Le bus Hybride (GX 337 HYB). Ce n'est un bus décoré que dans le fait que sa livrée (sa peinture) est différente puisqu'il est hybride.
- Le bus Alpha (GX 337). Inauguré le 17 septembre 2015 pour l'ouverture de l'Alpha, la médiathèque du Grand-Angoulême. Ce bus possède une connexion Wi-Fi accessible au public.
- Le bus Portrait de Famille (GX 327). Dessiné par Zep, à l'occasion du festival de la bande dessinée, il regroupe de nombreux personnages de bande dessinée pour la plupart caricaturés, qu'ils soient de l'auteur ou non.
- Le bus STGA trente ans pour l'environnement (GX 327). Sa livrée représente la ville d'Angoulême assez verdoyante et rappelle que les bus roulent au biocarburant. Aujourd'hui, le biocarburant a été abandonné pour de l'essence classique.
- Le bus Bussy et Benjamin (GX 327). Sa livrée représente le 15e anniversaire des héros du même nom qui parlent en images des nouveautés ou des actualités relatives à la STGA.
- Le bus des Présidentes (GX 317) dessiné par Claire Bretécher à l'occasion du festival de la bande dessinée.
- Le bus Euro (GX 317). Ce bus quasiment blanc possède juste les dessins des drapeaux des différents pays de l'Union européenne en dessus des vitres. Il possédait une livrée complète avant son aménagement pour les PMR et sa vente à l'entreprise Robin.
- Le bus Hugo Pratt / Corto-Maltese. Ce GX 317 est décoré en noir et blanc à effigie des personnages de la bande dessinée du même nom.

## Galerie

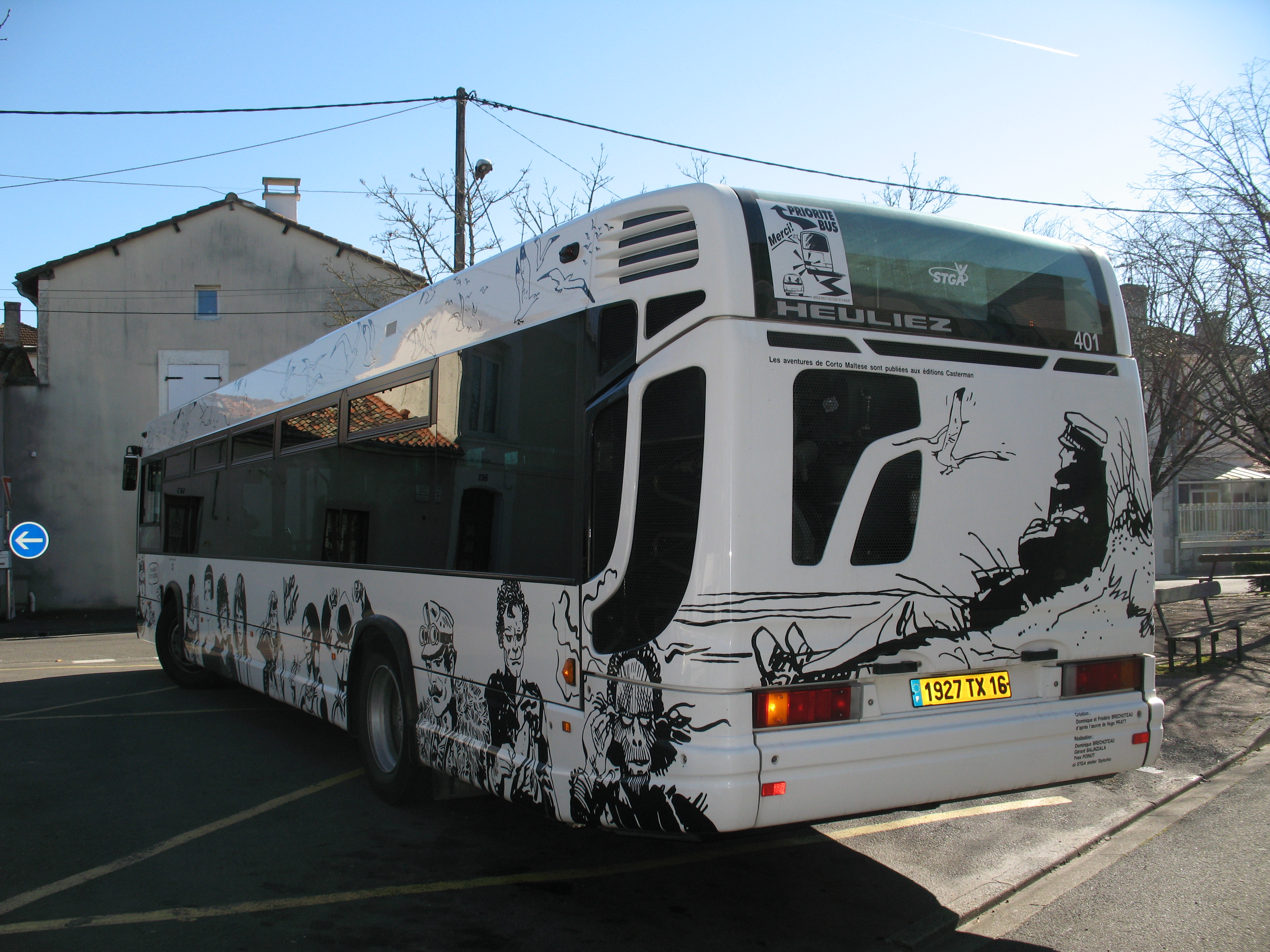
Certains bus sont agrémentés d'une découpe à thèmes, cet exemplaire représente clairement des extraits de bande dessinée dont Angoulême en est la ville ambassadrice, ici en 2008.
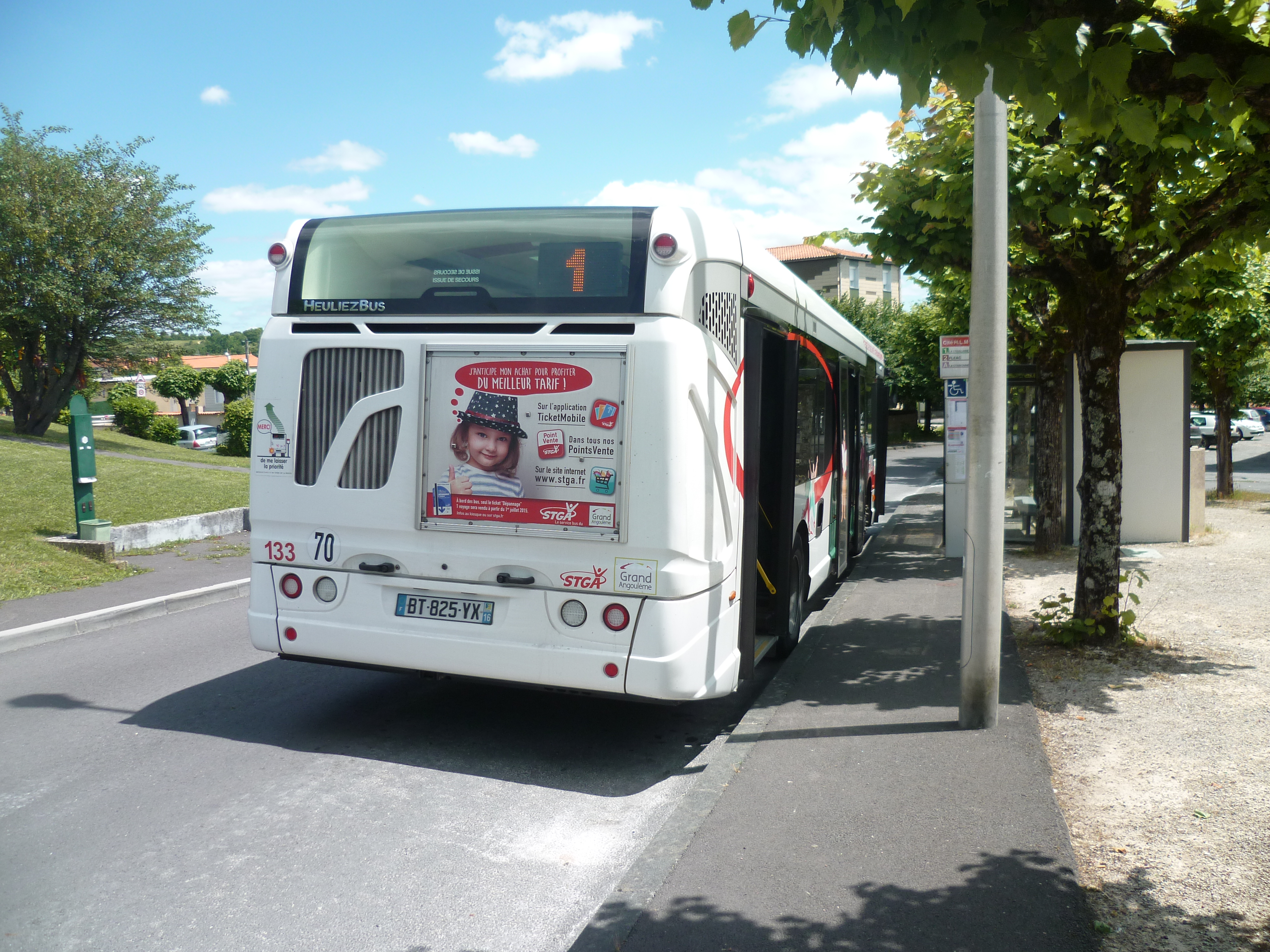
GX 327 no 133 sur la ligne 1 au terminus Cité HLM
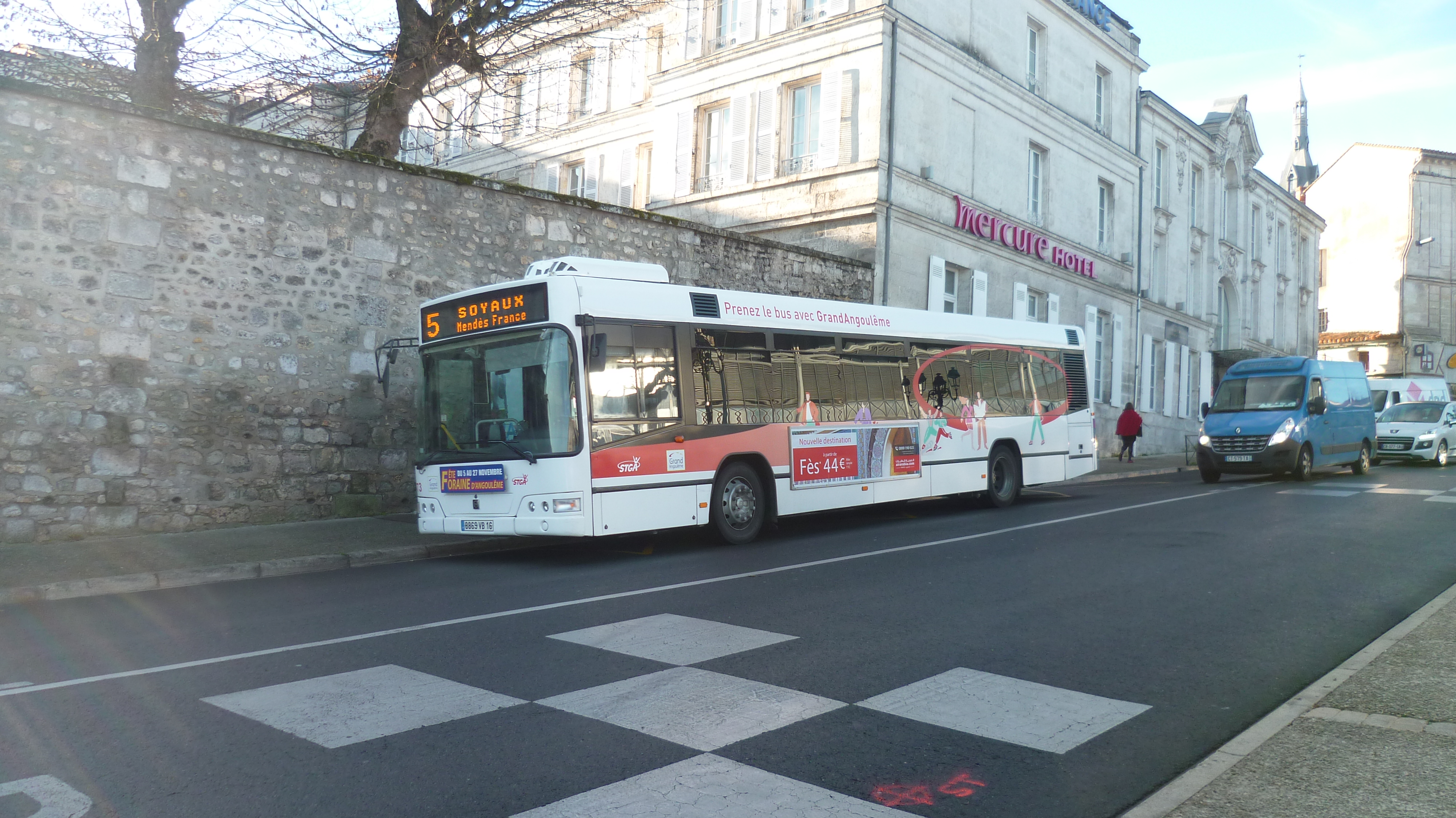
Volvo 7700 I numéro 573 à l'arrêt Les Halles sur la ligne 5 direction Soyaux
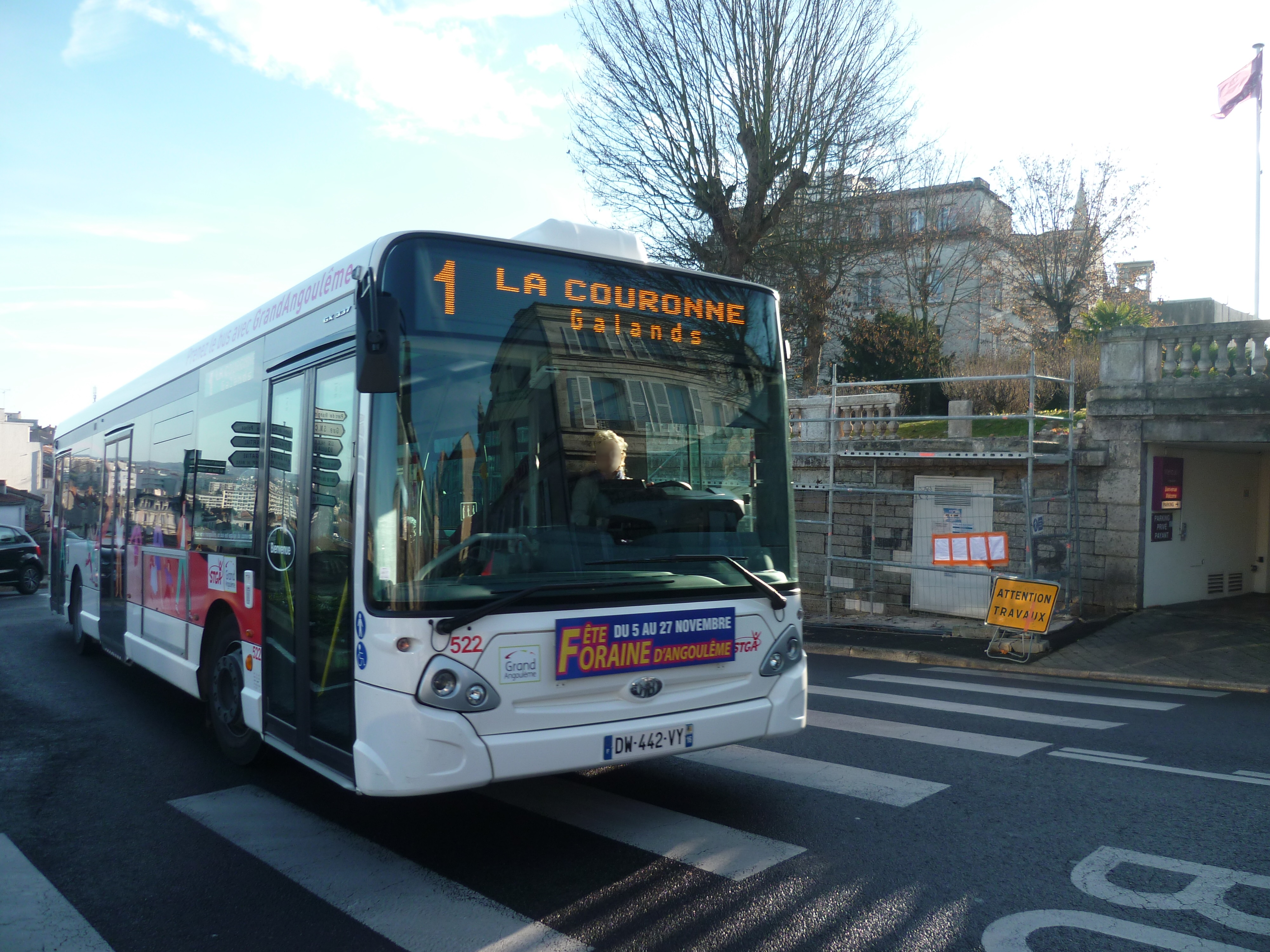
Heuliez GX 337 numéro 522 à l'arrêt Les Halles sur la ligne 1 direction La Couronne
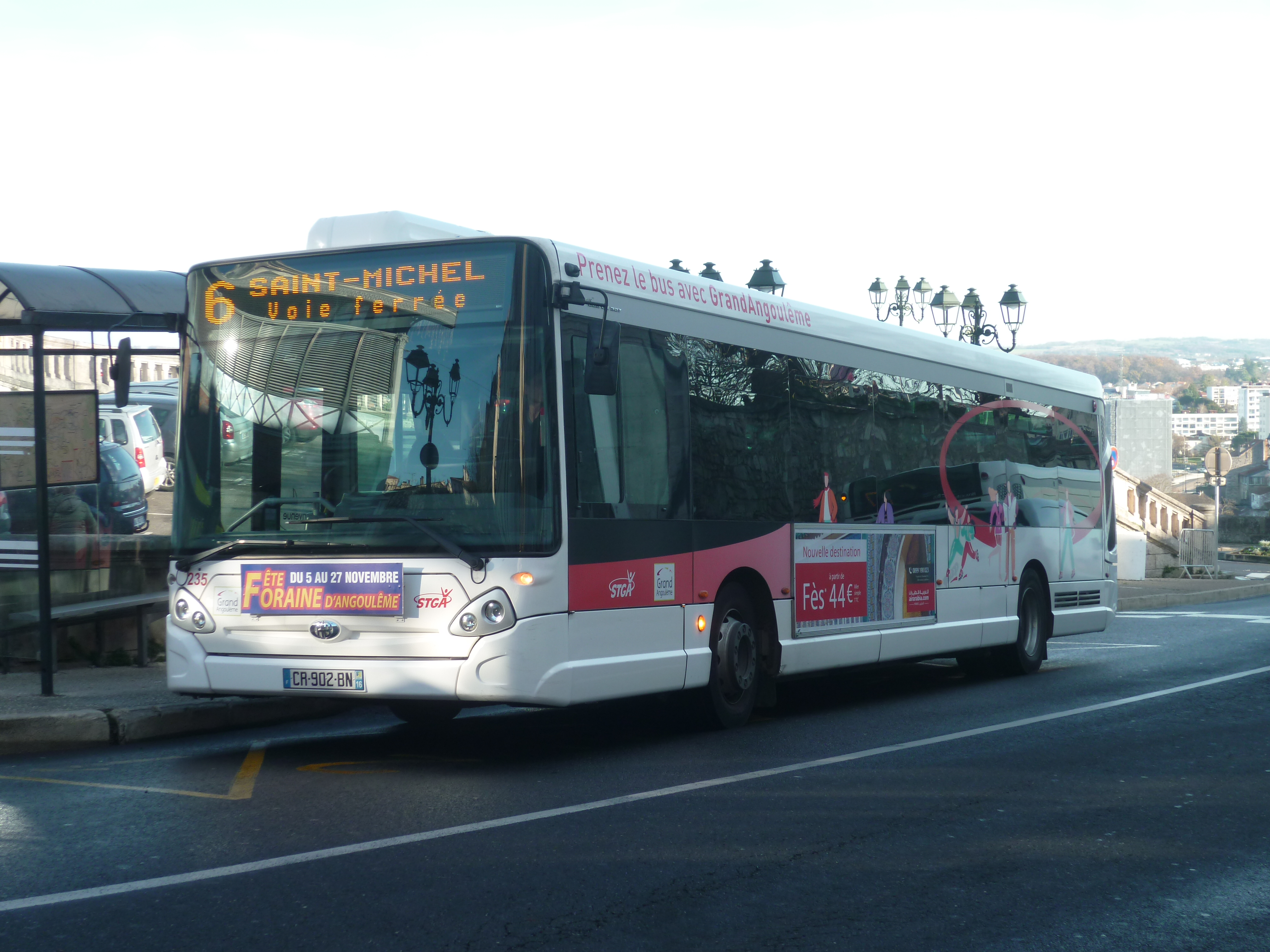
Heuliez GX 327 numéro 235 à l'arrêt Les Halles sur la ligne 6 direction Saint-Michel

### Sources
- Site officiel
- Page STGA - Forum Lineoz
- Livre "Les 20 ans de la STGA" paru en 1997
- Livre "Les 10 ans de la STGA" paru en 1987
- Album STGA - Galerie Flickr de "Pierre CH - Aetherman21"
- Page Calaméo de l'entreprise
- Transport Info | Etat de parc du réseau STGA